# Александер Вольф
Алекса́ндер Вольф (нім. Alexander Wolf нар. 21 грудня 1978) , Шмалькальден, Німеччина) — німецький біатлоніст, дворазовий бронзовий призер чемпіонату світу з біатлону 2008 року, переможець етапів кубка світу з біатлону, триразовий чемпіон Європи. 

## Виступи на Олімпійських іграх
| Рік  | Місце проведення | Інд | Спр | Пр | МС | Ест |
| 2002 | Солт-Лейк-Сіті   | 34  |     |    |    |     |
| 2006 | Турин            |     | 14  | 9  | 8  |     |
| 2010 | Ванкувер         | 24  |     |    |    |     |

## Виступи на чемпіонатах світу
| Рік  | Місце проведення     | Інд | Спр | Пр | МС | Ест | ЗМ |
| 2000 | Осло                 | 8   |     |    |    |     |    |
| 2004 | Обергоф              | 53  |     |    |    |     |    |
| 2005 | Гохфільцин           |     |     |    |    | 6   |    |
| 2005 | Ханти-Мансійськ      |     |     |    |    |     | 17 |
| 2007 | Антхольц-Антерсельва | 13  | 15  | 14 | 14 |     | 5  |
| 2008 | Естерсунд            | 19  | 19  | 3  | 8  | 3   |    |
| 2009 | Пхьончхан            | 30  | 53  | 18 |    |     |    |

## Кар'єра в Кубку світу
Першим роком Александра в біатлоні був 1986 рік, а починаючи з 1998 року він почав виступати за національну збірну Німеччини з біатлону.
- Дебют в кубку світу — 13 грудня 1998 року в  індивідуальній гонці в Гохфільцині — 65 місце.
- Перше попадання в залікову зону — 19 грудня 1998 року в спринті в Брезно-Осрбліє — 10 місце.
- Перше попадання на розширений подіум — 15 грудня 1999 року в  індивідуальній гонці в Брезно-Осрбліє — 5 місце.
- Перший подіум — 23 січня 2000 року в естафеті в Антгольці — 2 місце.
- Перший особистий подіум — 22 грудня 2001 року в масстарті в Брезно-Осрбліє — 2 місце.
- Перша особиста перемога — 8 лютого 2003 року в спринті в Лахті.

## Список призових місць на етапах Кубка світу
За свою  кар'єру виступів на етапах Кубка світу з біатлону Александр 26 разів підіймався на подіум пошани, з них 8 разів (включаючи 3 особисті перемоги) на найвищу сходинку та 10 разів був другим. Найкращого ж особистого результату в загальному заліку біатлоністів спортсмену вдалося досягти в  сезоні 2005/2006, коли він за підсумками сезону посів 12 місце. 
| №  | Позиція | Дисципліна           | Етап        | Місце проведення |
| -- | ------- | -------------------- | ----------- | ---------------- |
| 1  | 1       | спринт               | 2002/03 - 7 | Лахті            |
| 2  | 1       | естафета             | 2005/06 - 2 | Гохфільцен       |
| 3  | 1       | спринт               | 2005/06 - 3 | Брезно-Осрбліє   |
| 4  | 1       | естафета             | 2005/06 - 4 | Обергоф          |
| 5  | 1       | естафета             | 2005/06 - 5 | Рупольдінг       |
| 6  | 1       | спринт               | 2006/07 - 6 | Поклюка          |
| 7  | 1       | естафета             | 2010/11 - 4 | Обергоф          |
| 8  | 1       | змішана естафета     | 2010/11 - 7 | Преск-Айл        |
| 9  | 2       | естафета             | 1999/00 - 6 | Антхольц         |
| 10 | 2       | естафета             | 2000/01 - 5 | Рупольдінг       |
| 11 | 2       | мас-старт            | 2001/02 - 3 | Брезно-Осрбліє   |
| 12 | 2       | естафета             | 2004/05 - 5 | Рупольдінг       |
| 13 | 2       | гонка переслідування | 2005/06 - 3 | Брезно-Осрбліє   |
| 14 | 2       | спринт               | 2005/06 - 4 | Обергоф          |

| №  | Позиція | Дисципліна           | Етап        | Місце проведення |
| -- | ------- | -------------------- | ----------- | ---------------- |
| 15 | 2       | естафета             | 2006/07 - 2 | Гохфільцен       |
| 16 | 2       | гонка переслідування | 2006/07 - 6 | Поклюка          |
| 17 | 2       | індивідуальна гонка  | 2007/08 - 3 | Поклюка          |
| 18 | 2       | естафета             | 2007/08 - 3 | Поклюка          |
| 19 | 3       | гонка переслідування | 2004/05 - 4 | Обергоф          |
| 20 | 3       | естафета             | 2004/05 - 7 | Турин            |
| 21 | 3       | естафета             | 2006/07 - 5 | Рупольдінг       |
| 22 | 3       | індивідуальна гонка  | 2006/07 - 7 | Лахті            |
| 23 | 3       | естафета             | 2007/08 - 4 | Обергоф          |
| 24 | 3       | спринт               | 2007/08 - 5 | Рупольдінг       |
| 25 | 3       | естафета             | 2007/08 - 5 | Рупольдінг       |
| 26 | 3       | спринт               | 2010/11 - 9 | Осло             |

## Загальний залік в Кубку світу
- 1998-1999 — 50-е місце (22 очки)
- 1999-2000 — 37-е місце (59 очок)
- 2000-2001 — 62-е місце (30 очок)
- 2001-2002 — 29-е місце (186 очок)
- 2002-2003 — 39-е місце (96 очок)
- 2003-2004 — 28-е місце (173 очки)
- 2004-2005 — 23-е місце (210 очок)
- 2005-2006 — 12-е місце (431 очко)
- 2006-2007 — 20-е місце (347 очок)
- 2007-2008 — 14-е місце (423 очки)
- 2008-2009 — 19-е місце (429 очок)
- 2009-2010 — 41-е місце (183 очки)
- 2010-2011 — 43-е місце (194 очки)

## Статистика стрільби
| № п/п | Сезон     | Загальна        | Індивідуальна гонка | Спринт         | Гонка переслідування | Мас-старт      | Естафета      |
| ----- | --------- | --------------- | ------------------- | -------------- | -------------------- | -------------- | ------------- |
| 1     | 2005-2006 | 79,1% (310/392) | 90,0% (36/40)       | 78,8% (63/80)  | 80,8% (97/120)       | 77,0% (77/100) | 71,2% (37/52) |
| 2     | 2006-2007 | 81,0% (272/336) | 86,7% (52/60)       | 74,4% (67/90)  | 83,0% (83/100)       | 83,3% (50/60)  | 76,9% (20/26) |
| 3     | 2007-2008 | 84,7% (376/444) | 85,0% (51/60)       | 81,0% (81/100) | 82,9% (116/140)      | 88,0% (88/100) | 90,9% (40/44) |
| 4     | 2008-2009 | 81,6%(350/429)  | 83,8% (67/80)       | 81,0% (81/100) | 85,7% (120/140)      | 80,0% (64/80)  | 62,1% (18/29) |
| 5     | 2009-2010 | 82,3% (218/265) | 88,8% (71/80)       | 76,7% (69/90)  | 85,0% (68/80)        | 0,0% (0/0)     | 66,7% (10/15) |
| 6     | 2010-2011 | 81,6% (231/283) | 85,0% (51/60)       | 76,7% (69/90)  | 83,0% (83/100)       | 95,0% (19/20)  | 69,2% (9/13)  |